# Prefectura Grevena
Grevena (greacă Γρεβενά) este o prefectură greacă, în periferia Macedonia de Vest. Reședința sa este Grevena.

## Municipalități și comunități
| Municipalitate   | Cod YPES | Reședință (dacă e diferită) | Cod poștal | Cod zonal |
| ---------------- | -------- | --------------------------- | ---------- | --------- |
| Chasia           | 0915     | Karpero                     | 511 00     | 24620-3   |
| Deskati          | 0905     |                             | 512 00     | 24620-3   |
| Gorgiani         | 0903     | Kipoureio                   | 511 00     | 24620-75  |
| Grevena          | 0904     |                             | 511 00     | 24620-2   |
| Irakleotes       | 0907     | Agios Georgios              | 510 30     | 24620-41  |
| Kosmas o Aitolos | 0909     | Megaro                      | 511 00     | 24620-73  |
| Theodoros Ziakas | 0908     | Mavranaioi                  | 511 00     | 24620-83  |
| Ventzio          | 0902     | Knidi                       | 511 00     | 24620-91  |
| Comunitate       | Cod YPES | Reședință (dacă e diferită) | Cod poștal | Cod zonal |
| Avdella          | 0901     |                             | 401 00     | 24920-23  |
| Dotsiko          | 0906     |                             | 411 00     | 24620-25  |
| Filippaioi       | 0914     |                             | 511 00     | 24620-2   |
| Mesolouri        | 0910     |                             | 510 32     | 24620-2   |
| Perivoli         | 0911     |                             | 511 00     | 24620-80  |
| Samarina         | 0912     |                             | 511 00     | -         |
| Smixi            | 0913     |                             | 401 00     | 24920-22  |